# Rudolf Hauser
Rudolf Hauser (Goldach, Suiza; 22 de noviembre de 1937), es un exciclista suizo que fue profesional entre los años 1963 y 1968. Su logro deportivo más destacado fue la victoria en el Campeonato de Suiza de Ciclismo en Ruta de 1964.

## Palmarés
- 1963
  - 1º en el Tour del Nord-oest de la Suisse
- 1964
  -  1º en el Campeonato de Suiza de Ciclismo en Ruta

## Resultados Grandes Vueltas

### Tour de Francia
- 1967. Fuera de control (7ª etapa)